# Харпаг
Харпаг (грч. Ἅρπαγος) је био медијски великаш и војсковођа Кира Великог.
У периоду спатања Међана и Персијанаца, око 553. године п. н. е. напустио је Астијага, краља Медије и прешао на страну персијског краља Кира Великог. Као Киров војсковођа, после слома Лидије, вештом применом надмоћне персијске опсадне технике, покорио је каријске, ликијске и грчке (јонске) градове на западној обали Мале Азије и овладао Јонским острвима. Тада су Грци први пут у својој историји дошли у подређени војнички положај.Овај војсковођа је према наводима Херодота у бици код Пасаргада прешао на страну Кира великог и помогао му да успостави Ахеменидско царство. Харпаг је касније био постављен за сатрапа Лидије.

## Биографија
Према Херодотовом делу Историја, Харпаг је припадао међанској краљевској породици и служио је краља Астијага, последњег владара Медије.
Када је Астијаг сазнао да његов персијски вазал Кир Велики окупља своју војску, наредио је Харпагу као свом главном генералу да крене у поход против Кира. Након три дана борби у пољу покрај Пасаргада, Харпаг се одлучио да освети Астијагу за смрт свога сина па је прешао на страну Кира II Великог, који је касније поразио и самог Астијага и тиме успоставио Ахеменидско Персијско царство.

## Легенда
Херодотова прича о Харпагу данас се углавном сматра легендом темељеној на грчкој митологији о Тиесту. Легенда каже да је Астијаг сањао да ће његова ћерка Мандана родити сина који ће га свргнути са престола, па је наредио Харпагу да убије диете непосредно након порођаја. Ипак, Харпагу морал није допустио да убије новорођенче, па је позвао краљевског пастира Митрадата из планинске области поред границе са Саспиром, ра му је наредио да остави дете да умре у планинама. Срећом, пастир и његова жена су се сажалили над дететом па су га присвојили и одгајили као своје дете, док су своје мртворођенче показали Харпагу као Кира.
Десет година касније, када је откривено да је Кир II жив, Астијаг је казнио Харпага на тај начин што му је убио властитог сина и послужио га као јело приликом гозбе. Харпагу је на крају обеда речено да је послужен његов син, након чега је скупио његове остатке и покопао га. Астијаг је тада затражио савет од заратустријанских свештеника како би знао шта да уради са Киром, а они су му саветовали да он више не представља опасност по њега па га је Астијаг вратио његовим биолошким родитељима; Камбизу I. и Мандани који су живели у Аншану (поред Шираза у Ирану).
Харпаг је покушавао да придобије Кирову наклоност придајући му велику пажњу и шаљући му дарове, док је истовремено уверавао међанске племиће да се окрену против Астијага. Када је све било спремно за побуну, Харпаг је Киру послао поруку скривену у утроби једног зеца, након чега је Кир покренуо устанак против свог деде.

## Историјски извори

### Херодотова Историја
Цитати из Херодотове Историје:
- „Астијаг, након што се родио Кир Велики|Кир, послао је Харпага, човека из краљевске породице и од великог поверења међу Међанима...“
- „Када је Кир опазио Лидијце који су на пољу скупљали своје снаге, забринуо се због снаге њихове коњице, па је прихватио савет Харпага, једног Међанина, који му је дао фантастичан савет. Окупио је све камиле које су служиле за пренос војног терета, скинуо им терет, и на њих поставио коњанике. Након тога ставио их је на чело војске и наредио напад на лидијску коњицу...“
- „Астијаг је у међувремену отео Харпаговог сина, погубио га па раскомадао, након чега га је спремио као обед осталима...“
- „Када је Кир одрастао и постао познат по храбрости у свом окружењу, Харпаг је пожелео да освети Астијагу па је засипао Кира поклонима и порукама...“
- „Након Мазарове смрти, Харпаг је послат на обалу да преузме његово заповедништво. Он је такође био Међанин, коме је Астијаг припремио нечасни банкет, након чега је помогао Кир Велики|Киру да дође на царски трон...“
- „Након што је покорио Јоњане, Харпаг је наставио поход против Карије и Ликије. Јоњани и Јоњани су били присиљени да служе у његовој војсци...“

### Набонидове хронике
Цитат из Набонидових хроника:
- „Краљ Астијаг окупио је своју војску и кренуо у поход против Кира, краља Аншана (југозападни Иран). Астијагова војска се побунила и прешла на Кирову страну. Кир је тада кренуо у поход против града Екбатане; краљевска престоница је освојена, а сребро, злато и остале драгоцијености из Екбатане премештене су у Аншан.“[4]

## Војна каријера
Након што је 550. п. н. е.. свргнут Астијаг, Харпаг је служио као један од заповедника персијске војске под новим владарем Киром Великим. Харпагова хронолошка војна каријера према Херодоту је:
- Непосредно пре коначног обрачуна у бици код Тимбре између Кира и лидијског краља Креза, Харпаг је саветовао Киру да постави своје камиле испред војника, што је требало да уплаши лидијску коњицу будући да коњи нису навикли на мирис камила. Стратегија је успела и лидијска коњица се разбежала, а Кир је поразио и заробио Креза.
- Након што је у побуни Лидије убијен Кир Велики|Киров генерал Мазар, Кир Велики задужио је свог најуспешнијег заповедника Харпага да угуши устанак на западу Мале Азије.
- Међански генерал Харпаг поново је покорио Лидију, као и суседне покрајине Јонију, Феникију, Карију, Киликију и Ликију, изузевши град Милет који је претходно стекао Кирово повјерење због одбијања савеза са Крезом против Персијског царства јер је наводно Талес предвидео да ће Кир Велики поразити Креза.[5].
- Упркос томе што је Харпаг изазивао страхопоштовање на бојишту, следио је Кирову политику толеранције и слободе према освојеним подручјима.
- Харпаг је био познат по бројним иновацијама на подручју војне инжењерије, нпр. по коришћењу земљаних рампи приликом опсада које су касније користили и Александар Македонски при опсади Тира, или пак Римљани током опсаде Масаде. Рампе су коришћене да би се премостиле непријатељске зидине.
- Упркос томе што је био популаран као милостив, поједини становници града Ксантоса у Лицији нису желели да се предају па су починили масовно самоубиство.
- Феничани се такође нису помирили са покоравањем под водством Харпага, па су отпловили бродовима у своју колонију Картагину.

## Каснији живот
Након што је завршио своје војне походе, Харпаг је постављен на мјесто сатрапа (покрајинског намесника) Лидије у Малој Азији. Његови потомци су припадали краљевској породици Ликије (данашња југозападна Турска).

## Рефернце
1. ↑  „Harpag (Harpagus), Livius.org, Jona Lendering”. Архивирано из оригинала 03. 11. 2005. г. Приступљено 15. 11. 2017.
2. ↑  Walter Burkert: Homo Necans, 1983.
3. ↑  Mitradat ili Mitradeates je helenistička izvedenica iranskog naziva „dobiven od Mitre“
4. ↑  „Nabonidove kronike: Kirovo osvajanje Babilona (Livius.org, Jona Lendering)”. Архивирано из оригинала 08. 12. 2016. г. Приступљено 15. 11. 2017.
5. ↑  Diogen Laertije, I, 25